# Serra de Granera

La Serra de Granera, respecte del terme homònim

La Serra de Granera és una formació muntanyosa del terme municipal de Granera, al Moianès.
Està situada a la part central del terme, on s'estén de nord-oest a sud-est. L'extrem meridional és el turó on es troba amb el Serrat del Pedró. Des d'aquest lloc marxa cap al nord-oest, deixant al nord-est la Roca de l'Àliga, per tal d'assolir el cim del Castellar, que es considera el seu extrem septentrional.